# Emām Dasht
Emām Dasht (persiska: اِمام دَشت) är en ort i Iran.   Den ligger i provinsen Mazandaran, i den norra delen av landet, 120 km norr om huvudstaden Teheran. Antalet invånare är 122.
Terrängen runt Emām Dasht är varierad. Runt Emām Dasht är det ganska tätbefolkat, med 108 invånare per kvadratkilometer. Närmaste större samhälle är Khorramābād, 18,8 km väster om Emām Dasht. I omgivningarna runt Emām Dasht växer i huvudsak blandskog.